# ميرني (مقاطعة أرخانغلسك)
ميرني، أرخانجيلسك أوبلاست (بالروسية: Мирный) هي إحدى مدن روسيا في الكيان الفدرالي الروسي أوبلاست أرخانغلسك.

## أعلام
- سيرجي غلوشكو